# Spirydion Opałka

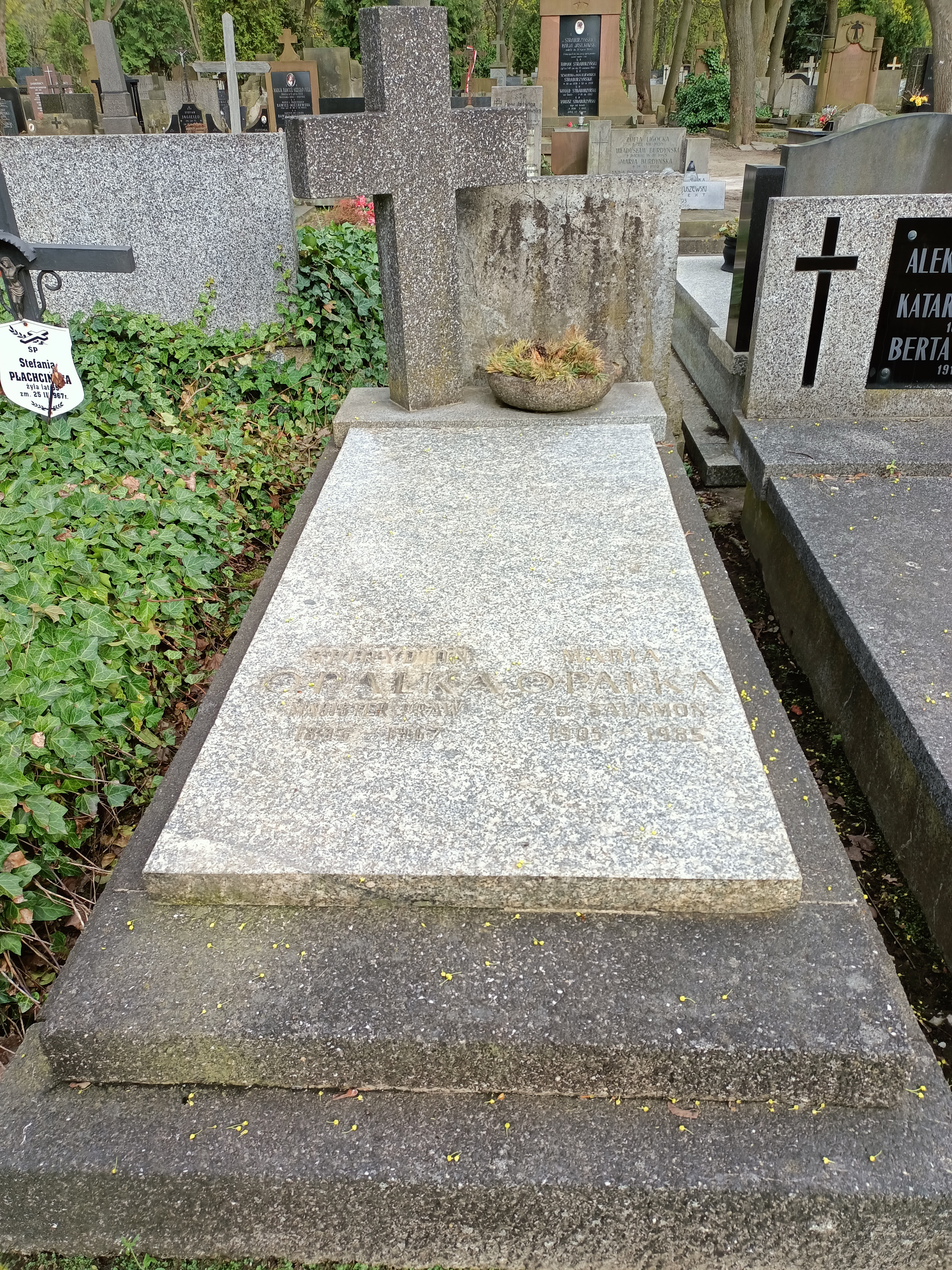
Grób Spirydiona Opałki na Cmentarzu Powązkowskim w Warszawie

Spirydion Opałka (ur. 27 grudnia 1893 we Wróbliku Szlacheckim, zm. 16 lutego 1967 w Warszawie) – prawnik, urzędnik, nauczyciel.

## Życiorys
Urodził się 27 grudnia 1893 we Wróbliku Szlacheckim. Był synem Piotra i wyznania greckokatolickiego. Uczył się w C. K. Gimnazjum w Sanoku, gdzie w 1914 ukończył VIII klasę, a w lutym 1920 zdał egzamin dojrzałości.
Ukończył studia z tytułem magistra praw. Przez wiele lat był zatrudniony w Polskich Kolejach Państwowych i w Ministerstwie Komunikacji. Od 1949 do 1965 był nauczycielem przedmiotów zawodowych w Technikum Kolejowym w Warszawie.
Zmarł 16 lutego 1967 w Warszawie. Został pochowany na cmentarzu Powązkowskim w Warszawie (kwatera 257b-4-27). Był żonaty z Marią z domu Salamon (1905-1985).

## Publikacje
- Odprawiacz pociągów (1958)
- Kolejowe prawo przewozowe oraz organizacja i eksploatacja handlowa kolei (1958, współautor)
- Kolejowe prawo przewozowe Tom I, Tom II (1962, 1963, 1970, współautor)[8]

## Odznaczenia
- Krzyż Kawalerski Orderu Odrodzenia Polski[5]
- Srebrny Krzyż Zasługi (9 września 1954, za zasługi w pracy zawodowej w dziedzinie transportu kolejowego)[9]
- Odznaka „Przodownikom Pracy” (24 listopada 1952, przyznana przez Ministerstwo Kolei)[10]